# Serbie au Concours Eurovision de la chanson 2025
La Serbie est l'un des trente-sept pays participants du Concours Eurovision de la chanson 2025, qui se tient du 13 au 17 mai 2025 à Bâle en Suisse.

Le pays est représenté par Princ, avec sa chanson Mila.

## Sélection
Le 18 juillet 2024, la RTS a confirmé la participation de la Serbie au Concours Eurovision de la chanson 2025, annonçant simultanément l'organisation de la quatrième édition de Pesma za Evroviziju pour sélectionner son représentant.

### Format
Comme les années précédentes, l'événement a été divisé en trois soirées : deux demi-finales de 15 participants, qui ont eu lieu dans les studios de télévision de la RTS les 25 et 26 février 2025, dont les 8 premiers se qualifient pour la finale du 28 février. Les résultats de chaque soirée sont déterminés à parts égales par les votes du jury et ceux du public serbe. En cas d'égalité, les votes du public l'emportent sur ceux du jury.

### Participants
La période de candidatures dure ouvre le 18 juillet et devait à l'origine se fermer le 1er novembre 2024, mais est prolongée jusqu'au 11,.

Les artistes intéressés devaient être citoyens serbes et présenter des chansons principalement écrites en serbe ou dans l'une des langues co-officielles du pays,.
La RTS a sélectionné 30 participants parmi les 222 propositions reçues, Les artistes et leurs chansons ont été révélés le 10 décembre 2024. Tous les morceaux sont sortis le 27 janvier 2025,.
Le 31 décembre 2024, RTS a annoncé la disqualification du groupe Buč Kesidi du concours, après qu'il est apparu que leur chanson Tužne ljubavi avait déjà été interprétée lors d'un festival à Umag en mai 2024; le groupe a ensuite été remplacé par Maršali avec la chanson Po policama sećanja. Quelques jours plus tard, le 8 janvier 2025, le groupe Dram a également été exclu de la sélection, car sa chanson Vanja avait été présentée lors d'un festival tenu en mars 2024; Lensy a pris leur place avec la chanson Hvala ti. Le 24 janvier, Milan Nikolić a annoncé son retrait du concours via son profil Instagram, invoquant « de nouvelles conditions et circonstances »; cependant, sa chanson Storia del amor a été incluse dans la liste des chansons participantes publiée le 27 janvier 2025.
Toutes les chansons en compétition sont interprétées en serbe.
| Artiste                  | Titre                  | Compositeurs                                                          |
| ------------------------ | ---------------------- | --------------------------------------------------------------------- |
| AltCtrl                  | Mamurna jutra          | Dimitrije Borčanin, Aleksa Vučković                                   |
| Ana & the Changes        | Brinem                 | Ana Ćurčin, Ivana Butigan                                             |
| Anton                    | U grad                 | Nikola Antonijević Anton                                              |
| Biber                    | Da mi se vratiš        | Rastko Aksentijević                                                   |
| Bojana & David           | Šesto čulo             | Violeta Mihajlovska Milić, Boris Subotić                              |
| Buč Kesidi               | Tužne ljubavi          | Luka Racić, Zoran Zarubica                                            |
| Dram                     | Vanja                  | Stefan Aćimović, Marko Arizanović, Nikola Grozdanić, Petar Blagojević |
| Dušan Kurtić             | Boginja                | Dušan Kurtić, Ivan Kurtić                                             |
| Džet Vega                | Rolerkoster            | Maya Lavelle, Zoran Leković, Nena Leković                             |
| Filarri                  | Meet and Greet         | Ljubomir Stefanović                                                   |
| Gifts & Roses            | Do kraja vremena       | Olivera Budošan, Luka Puletić, Žarko Dunić, Živko Grčić, Jovan Matić  |
| Harem Girls              | Aladin                 | Nemanja Antonić, Ivan Vukajlović, Sanja Vučić, Katarina Đulić         |
| Igor Simić               | Ne mogu                | Andreas Björkman, Vladimir Danilović                                  |
| Iskaz                    | Trendseter             | Zoran Stefanov                                                        |
| Ivana Štrbac             | La la la               | Anđela Vujović, Ivan Franović                                         |
| Jelena Aleen             | Kameleon               | Branislav Opačić                                                      |
| Kruz Roudi               | Sve i odmah            | Mladen Rakić, Nemanja Đorđević, Danilo Milivojević                    |
| Lensy                    | Hvala ti               | Stjepan Jelica, Teodor Ivančević, Adriano Kadović                     |
| Maja Nikolić             | Žali srce moje         | Goran Ratković, Miladin Bogosavljević                                 |
| Maršali                  | Po policama sećanja    | Strahinja Tanasijin                                                   |
| Mila                     | Gaia                   | Ahmed Hajdarović, Danilo Bogojević                                    |
| Milan Nikolić feat. Caka | Storia del amor        | Vladimir Graić, Milan Nikolić                                         |
| Mimi Mercedez            | Turbo žurka            | Mattia Stanišljević, Miloš Đorđević, Milena Janković                  |
| Nataša Kojić             | Up and Down            | Nataša Kojić                                                          |
| Oxajo                    | MaMa                   | Dušan Strajnić, Dario Vuksanović, Marko Ajković                       |
| Princ                    | Mila                   | Dušan Bačić                                                           |
| Sedlar                   | Oči boje zemlje        | Aleksandar Sedlar                                                     |
| Tam                      | Durum durum            | Andrija Gavrilović, Tamara Popović, Ivana Lukić                       |
| Tanja Banjanin           | Ja sam bolja           | Tanja Banjanin, Novak Pejić, Staša Banjanin                           |
| Tropico Band             | AI                     | Aleksandar Cvetković, Saša Milošević                                  |
| Vampiri                  | Tebi treba neko kao ja | Aleksandar Eraković                                                   |
| Vukayla                  | Mask                   | Sara Vukajlov, Melquiades Alejandro Alvarez Cobos                     |

### Demi-finales
Les demi-finales se déroulent sur deux soirées, les 25 et 26 février 2025, et voient chacune 15 participants s'affronter pour les 8 places en finale.
- Chanson qualifiée

| Ordre | Artiste                  | Titre                  | Score | Score | Score    | Score    | Score | Place |
| Ordre | Artiste                  | Titre                  | Jury  | Jury  | Télévote | Télévote | Total | Place |
| ----- | ------------------------ | ---------------------- | ----- | ----- | -------- | -------- | ----- | ----- |
| 1     | Bojana & David           | Šesto čulo             | 8     | 0     | 5 750    | 12       | 12    | 4     |
| 2     | Igor Simić               | Ne mogu                | 18    | 3     | 376      | 0        | 3     | 12    |
| 3     | Vampiri                  | Tebi treba neko kao ja | 15    | 2     | 768      | 3        | 5     | 9     |
| 4     | Nataša Kojić             | Up and Down            | 7     | 0     | 514      | 0        | 0     | 14    |
| 5     | Tropico Band             | AI                     | 10    | 0     | 625      | 0        | 0     | 14    |
| 6     | Jelena Aleen             | Kameleon               | 22    | 5     | 643      | 0        | 5     | 10    |
| 7     | Filarri                  | Meet and Greet         | 21    | 4     | 1 587    | 7        | 11    | 6     |
| 8     | Kruz Roudi               | Sve i odmah            | 28    | 7     | 1 431    | 6        | 13    | 2     |
| 9     | Milan Nikolić feat. Caka | Storia del amor        | 23    | 6     | 422      | 0        | 6     | 8     |
| 10    | Ana & the Changes        | Brinem                 | 32    | 8     | 1 111    | 5        | 13    | 3     |
| 11    | Iskaz                    | Trendseter             | 39    | 12    | 1 699    | 8        | 20    | 1     |
| 12    | Harem Girls              | Aladin                 | 12    | 1     | 3 095    | 10       | 11    | 5     |
| 13    | Biber                    | Da mi se vratiš        | 36    | 10    | 651      | 1        | 11    | 7     |
| 14    | Mila                     | Gaia                   | 8     | 0     | 861      | 4        | 4     | 11    |
| 15    | Anton                    | U grad                 | 11    | 0     | 745      | 2        | 2     | 13    |

| Ordre | Artiste        | Titre               | Score | Score | Score    | Score    | Score | Place |
| Ordre | Artiste        | Titre               | Jury  | Jury  | Télévote | Télévote | Total | Place |
| ----- | -------------- | ------------------- | ----- | ----- | -------- | -------- | ----- | ----- |
| 1     | Ivana Štrbac   | La la la            | 9     | 0     | 1 834    | 4        | 4     | 10    |
| 2     | Džet Vega      | Rolerkoster         | 5     | 0     | 536      | 0        | 0     | 14    |
| 3     | Princ          | Mila                | 52    | 12    | 3 298    | 7        | 19    | 2     |
| 4     | Maršali        | Po policama sećanja | 6     | 0     | 3 358    | 8        | 8     | 7     |
| 5     | Dušan Kurtić   | Boginja             | 21    | 6     | 653      | 0        | 6     | 9     |
| 6     | Tanja Banjanin | Ja sam bolja        | 13    | 2     | 782      | 0        | 2     | 12    |
| 7     | Tam            | Durum durum         | 15    | 4     | 2 159    | 6        | 10    | 5     |
| 8     | Gifts & Roses  | Do kraja vremena    | 0     | 0     | 447      | 0        | 0     | 14    |
| 9     | Lensy          | Hvala ti            | 16    | 5     | 1 524    | 2        | 7     | 8     |
| 10    | Sedlar         | Oči boje zemlje     | 46    | 10    | 563      | 0        | 10    | 6     |
| 11    | Maja Nikolić   | Žali srce moje      | 10    | 1     | 1 532    | 3        | 4     | 11    |
| 12    | Mimi Mercedez  | Turbo žurka         | 41    | 7     | 5 507    | 12       | 19    | 1     |
| 13    | Oxajo          | MaMa                | 13    | 3     | 3 734    | 10       | 13    | 3     |
| 14    | Vukayla        | Mask                | 42    | 8     | 1 866    | 5        | 13    | 4     |
| 15    | AltCtrl        | Mamurna jutra       | 1     | 0     | 864      | 1        | 1     | 13    |

### Finale
La finale a eu lieu le samedi 28 février 2025 au RTS Studio 8 et a été animée par Dragana Kosjerina, Kristina Radenković et Stefan Popović.
Pendant l'entracte, les gagnants des deux premières éditions du concours se sont produits en tant qu'invités : Konstrakta, représentante du pays au Concours Eurovision de la Chanson 2022, a interprété In corpore sano et Mekano, tandis que Luke Black, représentant serbe à l' édition 2023, a chanté Samo mi se spava.
- Vainqueur
- Deuxième place
- Troisième place

| Ordre | Artiste                  | Titre               | Score | Score | Score    | Score    | Score | Place |
| Ordre | Artiste                  | Titre               | Jury  | Jury  | Télévote | Télévote | Total | Place |
| ----- | ------------------------ | ------------------- | ----- | ----- | -------- | -------- | ----- | ----- |
| 1     | Oxajo                    | MaMa                | 15    | 4     | 8 634    | 6        | 10    | 7     |
| 2     | Mimi Mercedez            | Turbo žurka         | 20    | 5     | 11 294   | 7        | 12    | 5     |
| 3     | Vukayla                  | Mask                | 45    | 12    | 5 190    | 4        | 16    | 3     |
| 4     | Ana & the Changes        | Brinem              | 15    | 3     | 1 479    | 0        | 3     | 10    |
| 5     | Biber                    | Da mi se vratiš     | 11    | 1     | 1 034    | 0        | 1     | 14    |
| 6     | Bojana & David           | Šesto čulo          | 9     | 0     | 33 132   | 12       | 12    | 4     |
| 7     | Maršali                  | Po policama sećanja | 6     | 0     | 5 003    | 3        | 3     | 9     |
| 8     | Princ                    | Mila                | 42    | 10    | 12 413   | 8        | 18    | 1     |
| 9     | Sedlar                   | Oči boje zemlje     | 39    | 8     | 637      | 0        | 8     | 8     |
| 10    | Lensy                    | Hvala ti            | 11    | 2     | 2 029    | 0        | 2     | 12    |
| 11    | Milan Nikolić feat. Caka | Storia del amor     | 0     | 0     | 688      | 0        | 0     | 16    |
| 12    | Harem Girls              | Aladin              | 29    | 7     | 15 871   | 10       | 17    | 2     |
| 13    | Tam                      | Durum durum         | 21    | 6     | 7 883    | 5        | 11    | 6     |
| 14    | Filarri                  | Meet and Greet      | 8     | 0     | 2 402    | 1        | 1     | 13    |
| 15    | Iskaz                    | Trendseter          | 11    | 0     | 3 278    | 2        | 2     | 11    |
| 16    | Kruz Roudi               | Sve i odmah         | 8     | 0     | 1 488    | 0        | 0     | 15    |

C'est donc Princ qui l'emporte, et défendra sa chanson Mila à l'Eurovision 2025.

## À l'Eurovision
La Serbie participe à la seconde moitié de la seconde demi-finale, le jeudi 15 mai 2025 et termine 14ème (sur 16) avec 28 points. Le pays ne finissant pas dans les 10 premiers ne parvient pas à se qualifier pour la finale du samedi 17 mai 2025 et enregistre depuis ses débuts en 2007, son plus mauvais résultat à l'Eurovision.